# Старые броненосцы
«Старые броненосцы» (англ. Old Ironsides) — американский немой чёрно-белый приключенческий художественный фильм, снятый режиссёром Джеймсом Крузом в 1926 году на киностудии «Paramount Pictures».

## Сюжет
В начале XIX века для борьбы с пиратством в Средиземном море на воду спущен американский военный корабль «Конституция». Главный герой, молодой человек, решивший отправиться в море, подружился с владельцем торгового корабля «Эстер», и присоединяется к его команде. Когда «Эстер» достигает Средиземного моря, команда вместе с «Конституцией» вступает в сражение с пиратами.

## В ролях
- Чарльз Фаррелл — «Коммодор»
- Эстер Ральстон — Эстер
- Уоллес Бири — Ганнер
- Чарльз Хилл Мейлз — капитан Пребл
- Джонни Уокер — лейтенант Стивен Декейтер
- Эдди Фетерстон — лейтенант Сомерс
- Джордж Годфри — кок
- Уильям Конклин — отец Эстер
- Ник Де Руис — Башоу
- Эффи Эллслер — мать Эстер
- Фрэнк Джонассон — капитан пиратов
- Дьюк Каханамоку — пиратский капитан, не упомянут в титрах
- Борис Карлофф — сарацинский стражник
- Фред Кёлер — второй помощник
- Гэри Купер

Крупнобюджетный фильм, который был снят Джеймсом Крузом в широкоэкранном формате, который студия Paramount продвигала, как «Magnascope». Этот процесс использовался для усиления визуальных эффектов в определенных моментах фильма путём переключения на более крупный «широкоэкранный режим», что усиливало визуальную драматичность фильма. Сообщалось, что на премьере фильма «Старые броненосцы» публика «стоя аплодировала», когда был активирован «Magnascope».
В этом богато снятом путешествии по океану представлены сцены сражений между парусными кораблями и пиратами.